# Andrian-Werburg

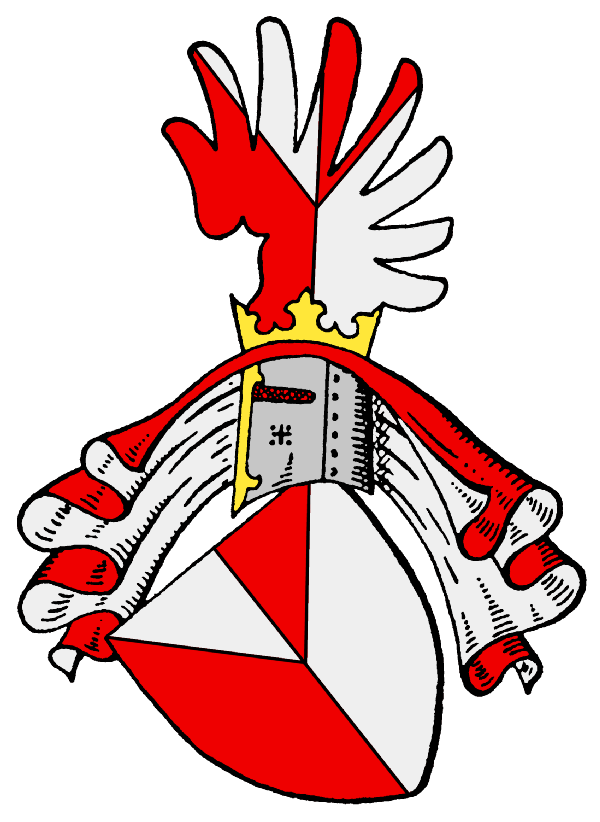
Stammwappen derer von Andrian-Werburg

Andrian-Werburg, oftmals auch nur Andrian, ist der Name eines alten, ursprünglich lombardischen Adelsgeschlechts, das bis Mitte des 16. Jahrhunderts die Namensformen Andri, Andrini, Andriani de Gandino führte und sich seither Andrian nennt, wobei es geltend macht, von dem 1798 erloschenen Tiroler Uradelsgeschlecht Andrian-Werburg abzustammen, deren Namen und Wappen es annahm. 1692 wurde es unter diesem Namen in den Freiherrenstand erhoben.
Die Familie gelangte später auch in Österreich, im Krain, der Steiermark, in Friaul und in Bayern zu Besitz und Ansehen.

## Geschichte

### Herkunft

#### Lombardei/Friaul und Österreich/Bayern
Erstmals urkundlich erwähnt wird das Geschlecht um das Jahr 1350 mit Bettino Andri de Boaris de Gandino. Francesco erscheint zwischen 1439 und 1510, unter anderem als Konsul in Gandino, in Urkunden. Sein Sohn Simon Andrinis de Gandino wird in den Jahren 1482 bis 1548 in Urkunden genannt. Er war ebenso wie sein Vater Konsul in Gandino.
Von den Söhnen des Simon Andrinis de Gandino wurde Piero (urkundliche Nennungen von 1529 bis 1548) der Begründer der innerösterreichischen Linie und Jacomin, urkundliche Nennung 1548, der Begründer der Linie in Friaul, die aber schon 1716 wieder erlosch. Zusammen mit ihrem Bruder Andrea, der 1587 urkundlich erscheint, führten sie als erste die eingedeutschte Namensform Andrian. Es ist jedoch nicht abschließend geklärt, ob die Andri(a)nis de Gandino von dem gleichnamigen Tiroler Uradelsgeschlecht abstammen.
Am 12. Dezember 1610 zu Graz erhielten die Vettern Elias und Peter Andrian eine Adelsbestätigung mit dem Privileg, mit rotem Wachs zu siegeln. Elias Andrian wurde am 19. Januar 1624 in die Krainer Landstände aufgenommen. Nicolaus Andrian aus der Friauler Linie wurde am 19. April 1629 zu Wien in den Reichsadelsstand mit einer Wappenbesserung aufgenommen.
Eine Verleihung der niederen Gerichtsbarkeit auf den Gütern in und um Fiumicello sowie das Recht, sich von Clandorf (Parwa villa) zu nennen, erfolgte durch die Fürstin Anna Maria von Eggenberg am 15. Juli 1649 zu Eggenberg für Nicolaus Andriani und alle seine männlichen Nachkommen.
In die steiermärkischen Landstände wurde Thomas Ignatius Andrian am 19. Januar 1650 aufgenommen. Den alten böhmischen Ritterstand mit Wappenbesserung erhielt Giacintho Andriani von Clandorf, Oberstwachtmeister, am 6. August 1667. Ferdinando Barone d'Andriani, kurfürstlich kölnischer Kämmerer und Oberst, wurde am 28. September 1769 Patrizier von Görz.
Nicolaus Andrian, apostolischer Protonotar und Abt vom Kloster Fünfkirchen, Johann Joseph Andrian, Hauptmann im Regiment Portia und Max Joseph Andrian wurden am 27. August 1692 zu Wien in den Reichsfreiherrenstand mit dem Prädikat von Andrian Freiherr von Verburg und einer Wappenmehrung erhoben.
Der freiherrliche Stamm ist durch den Sohn des Freiherren Franz Carl Elias, Joseph Ferdinand Leopold Freiherr von Andrian-Werburg, nach Bayern gelangt. Durch die Mitgift seiner Gemahlin Josephine Sidonia von Baumann, deren Mutter eine Schillerer von Regenstauf war, erhielt er umfangreiche Güter im Nordgau. Eine Eintragung in die Adelsmatrikel bei der Freiherrenklasse im Königreich Bayern erfolgte am 3. Oktober 1812. Die Familie existiert noch.

#### Südtirol
Das Südtiroler Uradelsgeschlecht Andrian-Werburg stammt ursprünglich aus Mori (Trentino). Es führte den Namen Morandini (Morandiner) und diente den Bischöfen von Trient als Ministerialen. Ende des 12. Jahrhunderts siedelte es nach Bozen über und dort erhielt Macelinus die Burghut der bischöflichen Burg Ravenstein. Er war 1220 bischöflicher Richter in Eppan und wurde auch mit dem Zoll an der Etschbrücke unterhalb der Burg Firmian (heute Schloss Sigmundskron) belehnt; dieses Lehen bestand noch nach 1431. Nachfolger des Macelinus wurde 1222 sein Sohn Morandin. Er übernahm um 1250 auch die Verwaltung der Burg Andrian, welche damals dem Fürstbischof Egno von Eppan als Wohnsitz diente. Die Morandiner benannten sich in der Folge ab 1255 nach dem Ort Andrian, in der eingedeutschten Namensform Murentein von Andrian (auch Murentheim oder Murentheiner), so etwa Jakob Murnntein im Jahr 1432.
Die Söhne Morandins erwarben allodialen Grundbesitz in Andrian. Sie errichteten sich um 1280 etwas unterhalb der inzwischen verlassenen Burg Andrian einen Wohnturm, die spätere Burg Wolfsthurn. Dazu gehörte ein im Oberdorf gelegener Ansitz, der später zum Hauptsitz wurde, als die kleine Burg verfiel. Um 1300 erscheint das Geschlecht unter den Dienstleuten der Grafen von Tirol aus dem Hause der Meinhardiner. Um 1330 umfasste die Grundherrschaft der Murenteiner 32 zinspflichtige Höfe und Weingüter; in Eppan-Berg besaßen sie den Wohnturm Melag; 1361 erbten sie eine Hälfte von Schloss Braunsberg. Ein Zweig war im Pustertal ansässig. 1420 fiel der Besitz Wolfsthurn durch Heirat an das Geschlecht der Wölfe von Mareit, die ihm den Namen gaben, denselben wie ihrem Stammsitz Schloss Wolfsthurn in Mareit. 1464 erlosch mit dem Ableben Burkharts das Geschlecht der Wölfe, worauf ihr Besitz wieder an die Andrian gelangte, von denen er etwa 120 Jahre später an die Herren von Vintler kam. 1642 war Wolfsthurn wieder im Besitz der Andrian. 1705 wurde Wolfsthurn an die Stremair verkauft, 1707 fiel der mit Wolfsthurn verbundene Breitenbach-Hof durch Heirat an die Meraner Herren von Hohenhauser.

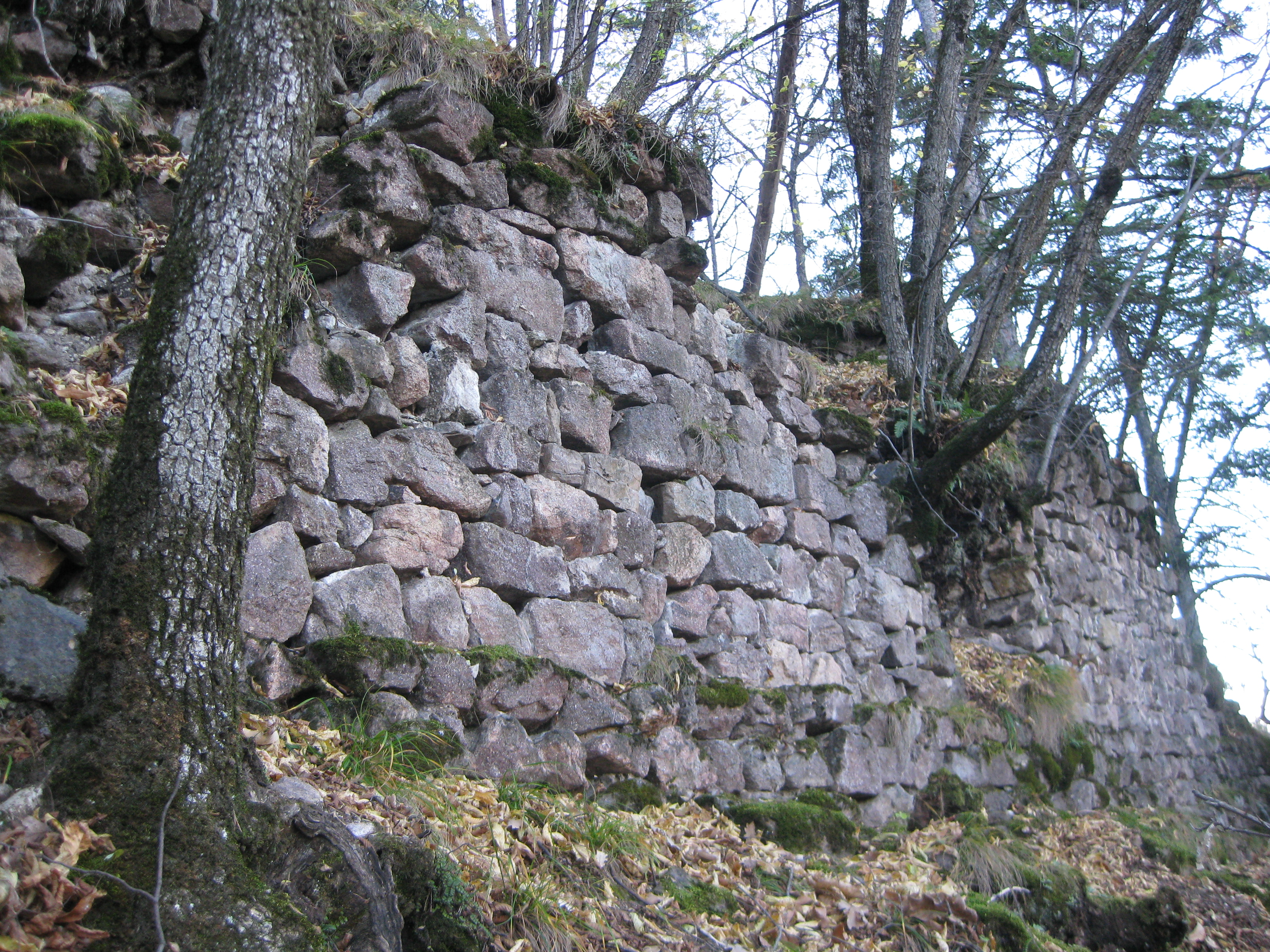
Burgruine Andrian, Südtirol
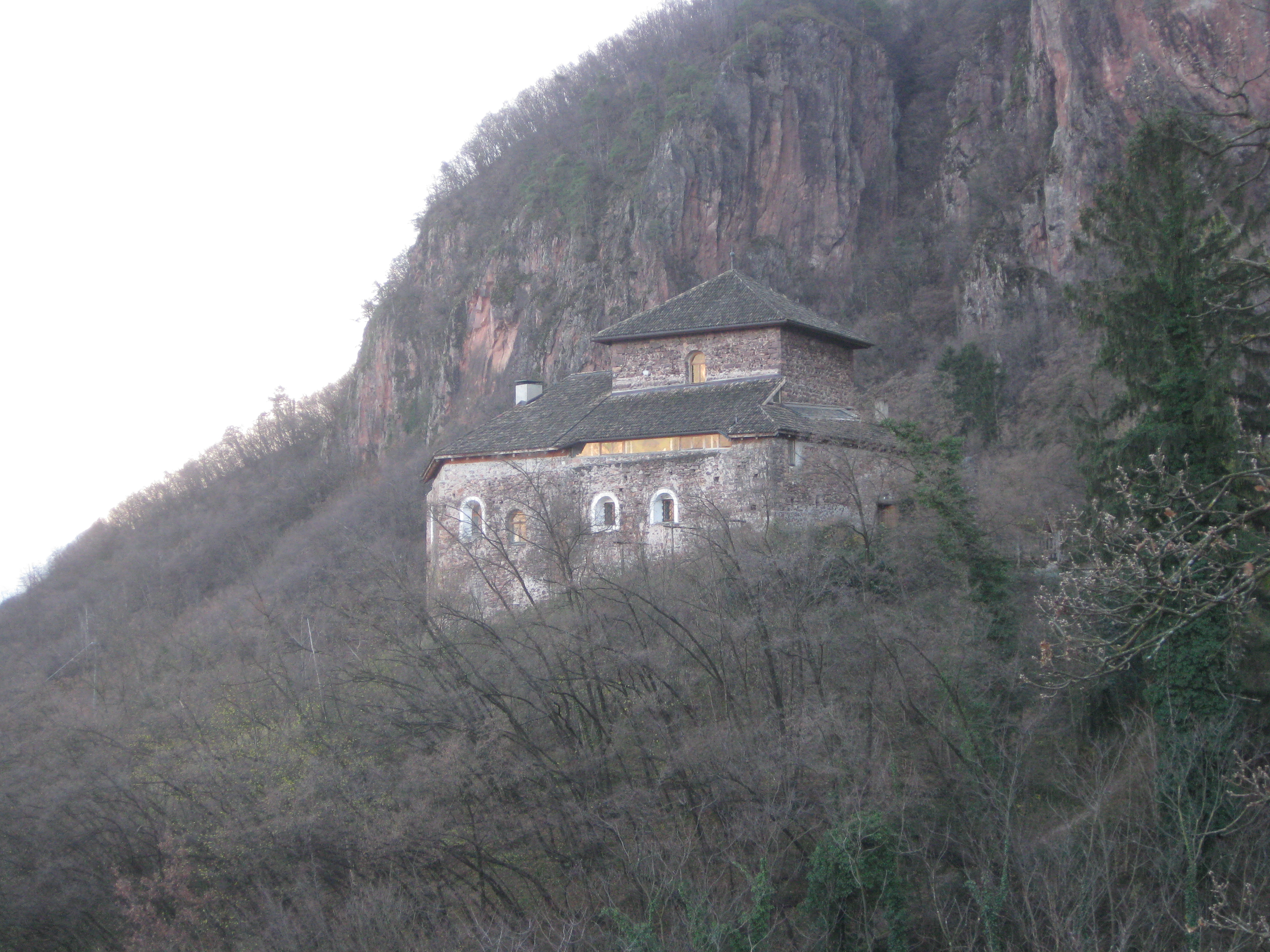
Burg Wolfsthurn, Südtirol
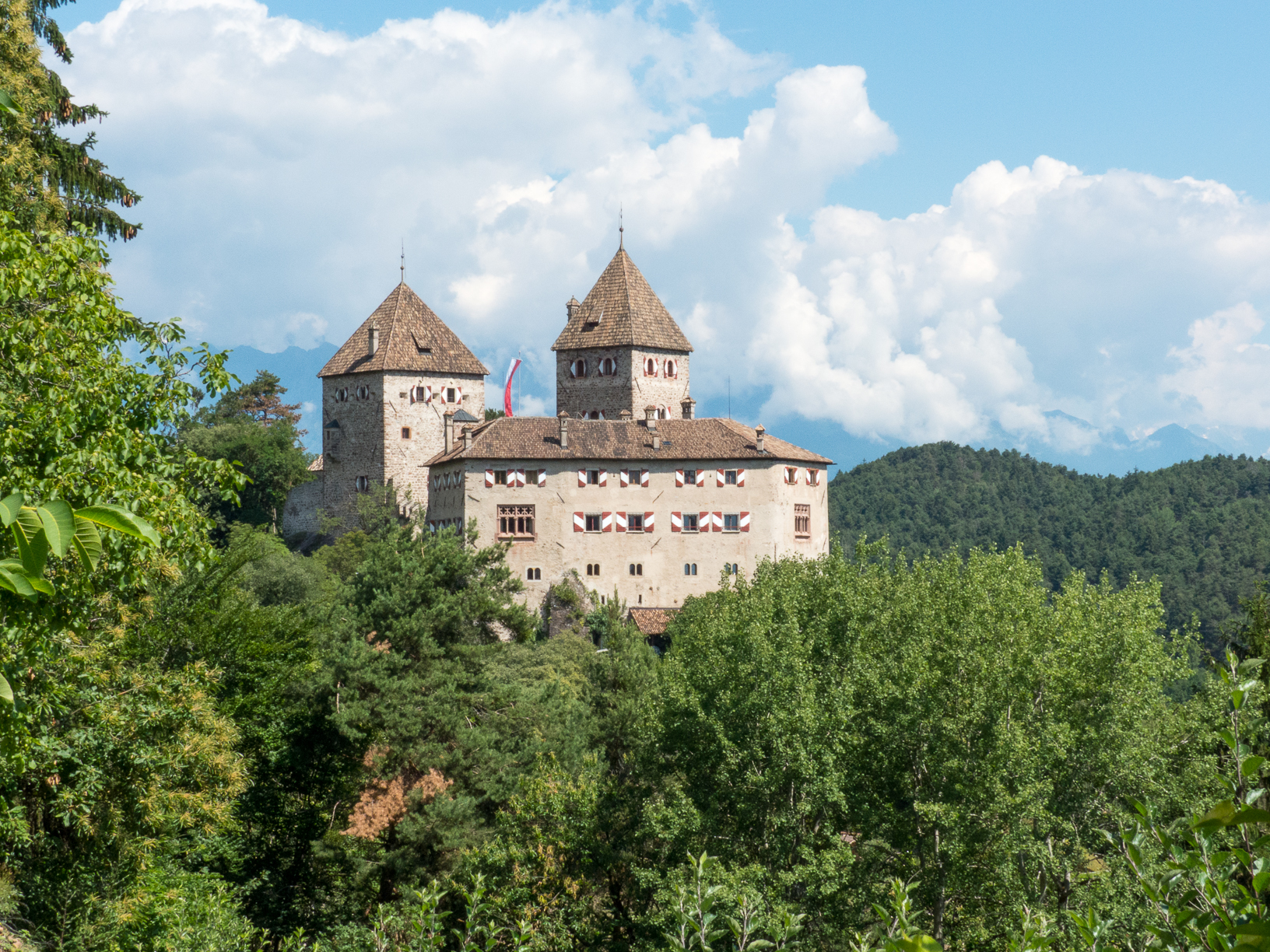
Wehrburg in Prissian, Südtirol

Die Wehrburg bei Prissian kam 1332 durch die Heirat von Eghard Murenteiner von Andrian mit Adelheid von Werberg, Tochter des 1323 verstorbenen Heinrich von Werberg, an die Familie von Andrian, zunächst allerdings nur anteilig zur Hälfte, ab 1411 bzw. 1420 zur Gänze. Zum Besitz der Andrian gehörte neben ihrem freien Stammsitz Wolfsthurn in Andrian und dem Lehnsgut der Wehrburg auch das Schenkengut in Terlan, da Veit von Andrian 1490 die Erbtochter Clara Schenk von Terlan geheiratet hatte, wodurch neben zahlreichen anderen Besitzungen auch der Ansitz Liebeneich in Terlan an die Andrian kam. Ferner in Prissian der Mayrhof am Thurn (Saltenbüchl), der Kemathof, die Burg im Holz und ab 1430 die Fahlburg. 1520 stiftete Veit von Andrian die gemalten Glasfenster in der Maria-Himmelfahrts-Kirche von Tisens, auf denen er selbst mit seinen beiden Gemahlinnen dargestellt ist. Er ließ die beiden Wehrtürme der Wehrburg erhöhen und das Tor durch einen kleinen Turm verstärken. 
Nach dem Tod des Erasmus von Andrian-Werburg 1587 wurden die Besitzungen aufgeteilt: Wolfsthurn kam an seinen Schwiegersohn Hans Georg von Vintler, die Fahlburg an Ulrich von Schlandersberg und der Ansitz Liebeneich durch Kauf an die Herren von Eyrl, der Kemat- und der Mayrhof fielen an die Herren von Breisach; nur die Wehrburg blieb im Besitz der Andrian. 1642 war aber auch Wolfsthurn wieder in ihrem Besitz, bis es 1705 verkauft wurde. Susanna von Andrian war von 1616 bis 1621 Äbtissin des adeligen Damenstifts Sonnenburg. Am Ende des 17. Jahrhunderts war der Besitz zusammengeschmolzen, die Wehrburg heruntergekommen, die wirtschaftliche Lage der Andrian bescheiden. Bei den Eheverbindungen traten an die Stelle der alten Dynasten zunehmend neuadelige Familien. 1798 erlosch die Tiroler Familie mit Joseph Bernardin, worauf das Lehensgut Wehrburg von der landesfürstlich-tirolischen Kammer eingezogen wurde. Die steirische Linie der oben dargestellten lombardischen Familie konnte jedoch ihre behauptete Abstammung von der Tiroler Familie nicht nachweisen, obwohl sie bereits 1692 als Andrian Freiherren von Verburg in den Reichsfreiherrenstand erhoben worden war. Sie konnte sich mit ihrer Forderung nach Übertragung der Lehnsrechte nicht durchsetzen, sodass die Wehrburg vom Rentamt Meran an Bauern verkauft wurde.

## Wappen

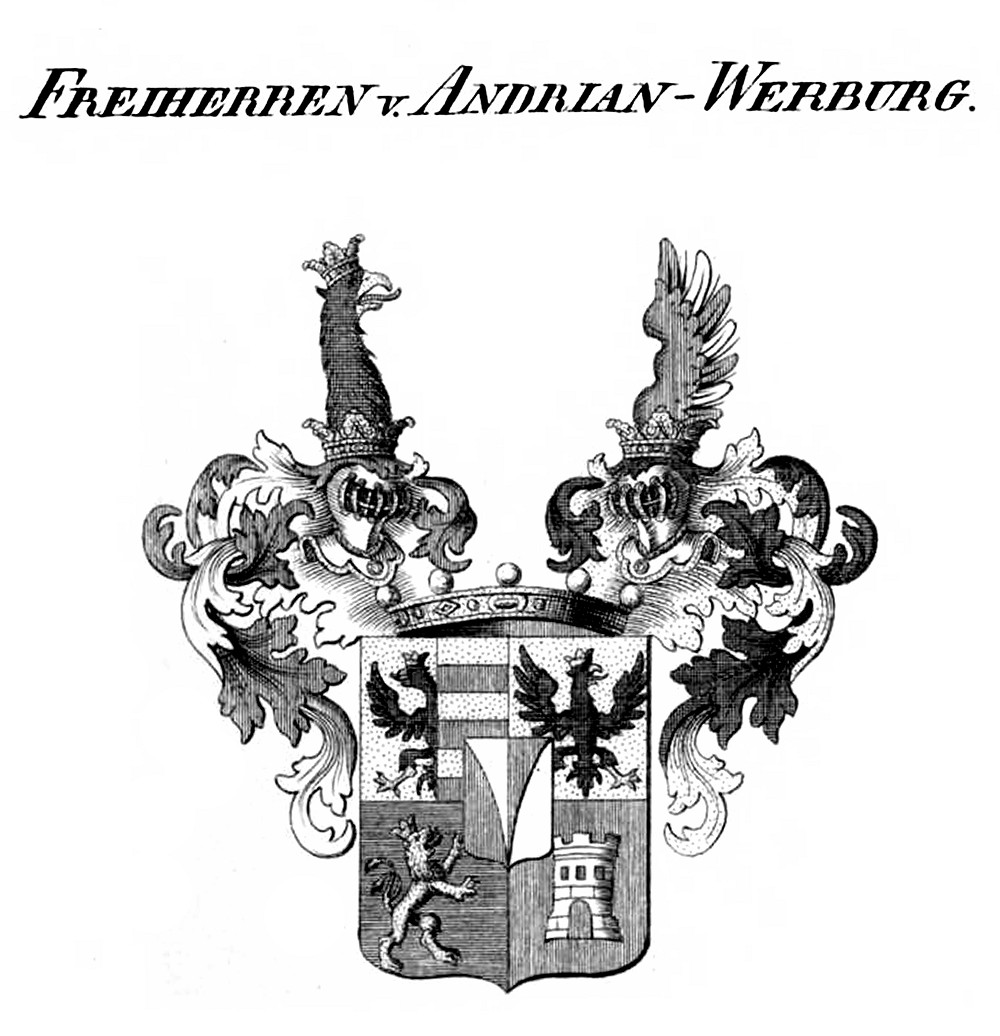
Freiherrliches Wappen ab 1692

### Stammwappen
Das Stammwappen nach der Tiroler Adelsmatrikel: „Im Deichselschnitt gespalten von Silber und Rot mit gespaltener Spitze. Auf dem goldbekrönten Helm mit rot-silbernen Decken ein Flug mit dem Schildbild.“

### Freiherrliches Wappen
Das freiherrliche Wappen, verliehen 1692: „Geviert, in 1 gespalten, rechts in Gold ein goldbewehrter und gekrönter, schwarzer Doppeladler am Spalt, links fünfmal von Gold und Rot geteilt. in 2 in Gold ein linkssehender, goldbewehrter und gekrönter schwarzer Adler, in 3 in Blau ein zweischwänziger, gekrönter goldener Löwe, in 4 in Rot ein dreizinniger, silberner Turm mit offenem Tor und drei (2, 1) offenen Fenstern, belegt mit einem Mittelschild, das Stammwappen enthaltend.“ Zwei Helme mit rechts rot-silbernen und links schwarz-goldenen Helmdecken, auf dem rechten ein schwarzer Adlerkopf mit goldenem Schnabel, auf links der Stammhelm.

## Namensträger

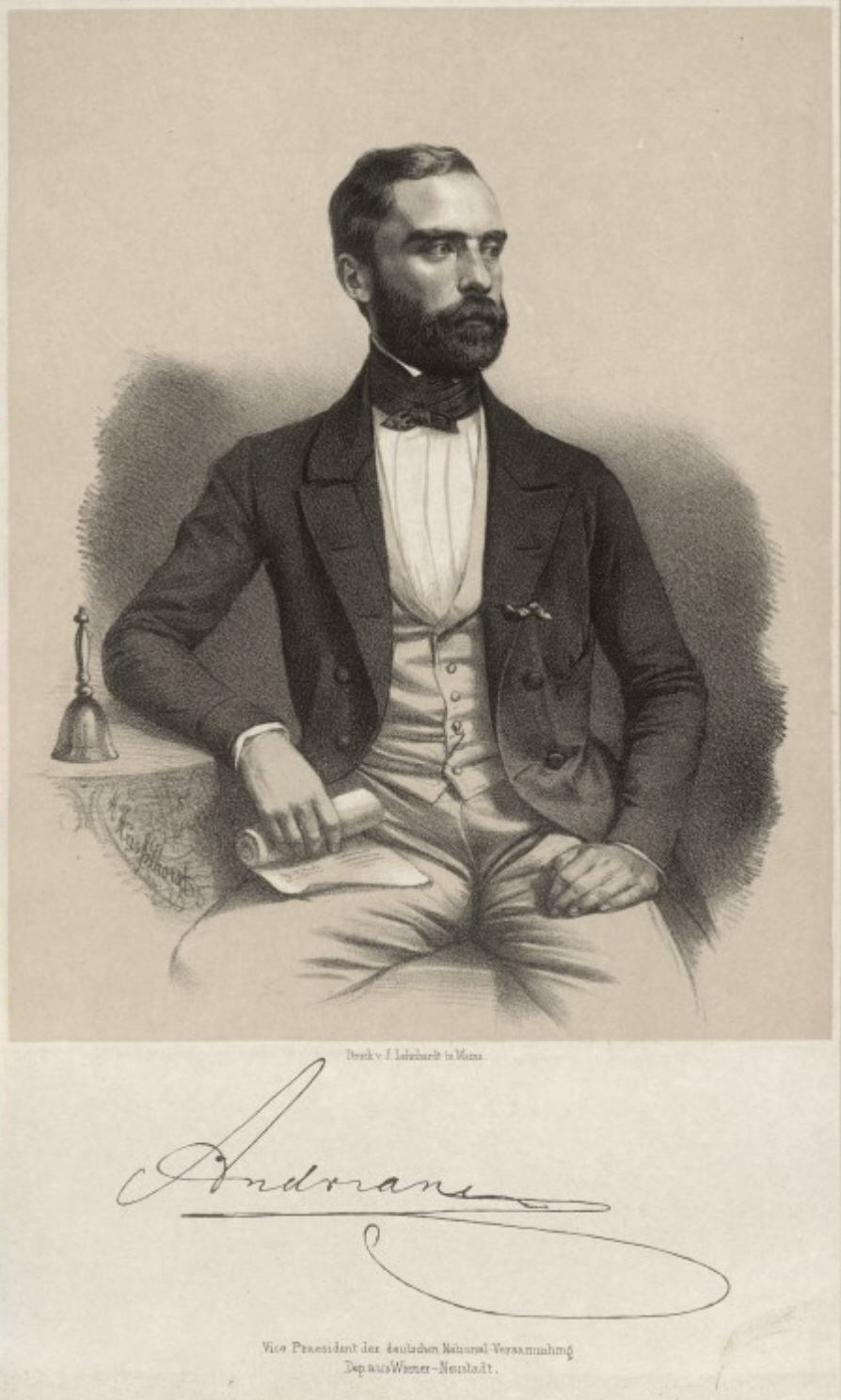
Victor Franz von Andrian-Werburg (1813–1858)

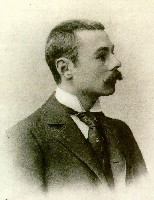
Leopold von Andrian zu Werburg (1875–1951)

- Dieter von Andrian (1925–1992), deutscher Grafiker und Künstler
- Ferdinand Anton von Andrian-Werburg, der erst 17-jährige „Forstcandidat“ starb am 6. September 1824 an den Folgen eines in der Fasanerie (Aschaffenburg) verabredeten Duells mit dem Würzburger Studenten Johann Baptist Berg. Die kleine Platzanlage um den Gedenkstein wird „Andriansplätzchen“ genannt.[8]
- Ferdinand von Andrian-Werburg (1776–1851), bayerischer Regierungspräsident
- Ferdinand Leopold von Andrian-Werburg (1835–1914), deutsch-österreichischer Geologe und Anthropologe
- Irmtraud von Andrian-Werburg (1943–2019), Historikerin und bis 2008 Archivdirektorin im Germanischen Nationalmuseum in Nürnberg
- Klaus von Andrian-Werburg (1930–2004), deutscher Archivar und Diplomatiker
- Leopold von Andrian-Werburg (1875–1951), österreichischer Schriftsteller (als Leopold Andrian) und Diplomat, Sohn von Ferdinand Leopold
- Otto von Andrian-Werburg (1876–1936), deutscher Verwaltungsjurist und Bezirksoberamtmann
- Rudolf von Andrian-Werburg (1844–1919), deutscher Regierungspräsident in Niederbayern
- Victor Franz von Andrian-Werburg (1813–1858), österreichischer Politiker und Publizist
- Rainer Freiherr von Andrian-Werburg (* 1944), ab Juni 2001 Oberpflegeamtsdirektor am Juliusspital in Würzburg[9]